# Final Four Cup maschile 2013
La Final Four Cup di pallavolo maschile 2013 si è svolta dal 6 al 9 novembre 2013 a Monterrey, in Messico: al torneo hanno partecipato quattro squadre nazionali nordamericane e sudamericane e la vittoria finale è andata per la prima al Messico.

## Impianti
|                                                                                  |  |  |
|                                                                                  |  |  |
| Gimnasio Nuevo León Unido Città: Monterrey Capienza: 5 000 Anno d'apertura: 2013 |  |  |

## Regolamento

### Formula
Le squadre hanno disputato una prima fase a gironi con formula del girone all'italiana; al termine della prima fase:
- Le prime due classificate hanno acceduto alla finale.
- La terza e la quarta classificata hanno acceduto alla finale per il terzo posto.

### Criteri di classifica
Se il risultato finale è stato di 3-0 sono stati assegnati 5 punti alla squadra vincente e 0 a quella sconfitta, se il risultato finale è stato di 3-1 sono stati assegnati 4 punti alla squadra vincente e 1 a quella sconfitta, se il risultato finale è stato di 3-2 sono stati assegnati 3 punti alla squadra vincente e 2 a quella sconfitta.
L'ordine del posizionamento in classifica è stato definito in base a:
- Punti;
- Numero di partite vinte;
- Ratio dei set vinti/persi;
- Ratio dei punti realizzati/subiti;
- Risultati degli scontri diretti.

## Squadre partecipanti
| Squadra         | Qualificazione      | Ultima partecipazione |
| --------------- | ------------------- | --------------------- |
| Canada          | -                   | Debutto               |
| Messico         | Paese organizzatore | Debutto               |
| Rep. Dominicana | -                   | Debutto               |
| Venezuela       | -                   | Debutto               |

## Torneo

### Prima fase

#### Risultati
| 6 novembre 2013 Gimnasio Nuevo León Unido, Monterrey Durata: 1h:16 - Spettatori: 325   | Venezuela       | 0 - 3 | Canada          | 20-25, 22-25, 18-25        |
| 6 novembre 2013 Gimnasio Nuevo León Unido, Monterrey Durata: 1h:35 - Spettatori: 575   | Messico         | 3 - 1 | Rep. Dominicana | 25-18, 25-17, 21-25, 25-14 |
| 7 novembre 2013 Gimnasio Nuevo León Unido, Monterrey Durata: 1h:21 - Spettatori: 325   | Canada          | 0 - 3 | Rep. Dominicana | 22-25, 22-25, 21-25        |
| 7 novembre 2013 Gimnasio Nuevo León Unido, Monterrey Durata: 1h:15 - Spettatori: 825   | Messico         | 3 - 0 | Venezuela       | 25-22, 25-17, 26-24        |
| 8 novembre 2013 Gimnasio Nuevo León Unido, Monterrey Durata: 1h:47 - Spettatori: 350   | Rep. Dominicana | 3 - 1 | Venezuela       | 25-23, 12-25, 25-22, 28-26 |
| 8 novembre 2013 Gimnasio Nuevo León Unido, Monterrey Durata: 1h:19 - Spettatori: 1 125 | Messico         | 3 - 0 | Canada          | 25-16, 25-19, 27-25        |

#### Classifica
| Pos | Squadra         | Pt | G | V | P | SV | SP | Ratio | PF  | PS  | Ratio |
| --- | --------------- | -- | - | - | - | -- | -- | ----- | --- | --- | ----- |
| 1   | Messico         | 14 | 3 | 3 | 0 | 9  | 1  | 9,000 | 249 | 197 | 1,264 |
| 2   | Rep. Dominicana | 10 | 3 | 2 | 1 | 7  | 4  | 1,750 | 239 | 257 | 0,930 |
| 3   | Canada          | 5  | 3 | 1 | 2 | 3  | 6  | 0,500 | 200 | 212 | 0,943 |
| 4   | Venezuela       | 1  | 3 | 0 | 3 | 1  | 9  | 0,111 | 219 | 241 | 0,909 |

### Fase finale

#### Finale 3º posto
| 9 novembre 2013 Gimnasio Nuevo León Unido, Monterrey Durata: 1h:16 - Spettatori: 525 | Canada | 0 - 3 | Venezuela | 22-25, 19-25, 19-25 |

#### Finale
| 9 novembre 2013 Gimnasio Nuevo León Unido, Monterrey Durata: 1h:16 - Spettatori: 1 225 | Messico | 3 - 0 | Rep. Dominicana | 25-17, 25-23, 25-17 |

## Classifica finale
| Pos     | Squadra         | Rosa |
| ------- | --------------- | --- |
| Oro     | Messico         | Formazione: 1 Valdes, 4 Ruiz, 5 J. Rangel, 7 Mendoza, 8 Herrera, 10 P. Rangel, 11 Barajas, 12 Acosta, 13 Córdova, 14 Aguilera, 17 Orellana, 18 Márquez, CT: Azair     |
| Argento | Rep. Dominicana | Formazione: 1 Campechano, 3 Palomino, 4 Aquino, 5 Peguero, 6 García, 7 Frías, 8 Concepción, 9 Adames, 10 Castro, 12 Alcántara, 15 Tapia, CT: Vásquez                  |
| Bronzo  | Venezuela       | Formazione: 1 Briceño, 2 Rivas, 4 Mata, 5 Quijada, 6 Páez, 8 Salerno, 11 Contreras, 12 Enríquez, 14 Brito, 15 Arias, 16 Flores, 17 Escobar, CT: Nodarse               |
| 4.      | Canada          | Formazione: 2 Hamilton, 4 Stephens, 8 Brooks, 9 Schneider, 10 Marshall, 11 Brinkman, 13 Lortie, 14 Pischke, 16 Gotch, 19 Voth, 20 Boudreault, 22 Broome, CT: Pichette |

## Premi individuali[1]
| Premio                | Nome            | Squadra         |
| --------------------- | --------------- | --------------- |
| MVP                   | Tomás Aguilera  | Messico         |
| Miglior realizzatore  | Henry Tapia     | Rep. Dominicana |
| Miglior attaccante    | Jesús Valdes    | Messico         |
| Miglior muro          | Samuel Córdova  | Messico         |
| Miglior servizio      | Elnis Palomino  | Rep. Dominicana |
| Miglior palleggiatore | Pedro Rangel    | Messico         |
| Miglior ricevitore    | Héctor Salerno  | Venezuela       |
| Miglior difesa        | Steven Marshall | Canada          |
| Miglior libero        | Edwin Peguero   | Rep. Dominicana |

## Statistiche[1]
| Rendimento individuale | Rendimento individuale | Rendimento individuale | Rendimento individuale |
| Pos.                   | Nome                   | Punti                  | Squadra                |
| ---------------------- | ---------------------- | ---------------------- | ---------------------- |
| 1                      | Henry Tapia            | 59                     | Rep. Dominicana        |
| 2                      | Luís Arias             | 53                     | Venezuela              |
| 3                      | Pedro García           | 51                     | Rep. Dominicana        |
| 4                      | Tomás Aguilera         | 50                     | Messico                |
| 5                      | Jesús Valdes           | 41                     | Messico                |

| Attacchi vincenti | Attacchi vincenti | Attacchi vincenti | Attacchi vincenti |
| Pos.              | Nome              | Punti             | Squadra           |
| ----------------- | ----------------- | ----------------- | ----------------- |
| 1                 | Henry Tapia       | 51                | Rep. Dominicana   |
| 2                 | Luís Arias        | 45                | Venezuela         |
| 3                 | Pedro García      | 42                | Rep. Dominicana   |
| 4                 | Tomás Aguilera    | 41                | Messico           |
| 5                 | Jesús Valdes      | 38                | Messico           |

| Muri vincenti | Muri vincenti    | Muri vincenti | Muri vincenti   |
| Pos.          | Nome             | Punti         | Squadra         |
| ------------- | ---------------- | ------------- | --------------- |
| 1             | Samuel Córdova   | 15            | Messico         |
| 2             | Mario Frías      | 10            | Rep. Dominicana |
| 3             | Carlos Páez      | 9             | Venezuela       |
| 4             | Tomás Aguilera   | 8             | Messico         |
| 4             | Jonathan Quijada | 8             | Venezuela       |

| Battute vincenti | Battute vincenti | Battute vincenti | Battute vincenti |
| Pos.             | Nome             | Punti            | Squadra          |
| ---------------- | ---------------- | ---------------- | ---------------- |
| 1                | Elnis Palomino   | 9                | Rep. Dominicana  |
| 2                | Pedro Rangel     | 8                | Messico          |
| 3                | Pedro García     | 7                | Rep. Dominicana  |
| 4                | Stephen Gotch    | 4                | Canada           |
| 4                | Héctor Salerno   | 4                | Venezuela        |